# Waldemar Lütschg
Waldemar Lütschg, född 16 maj (gamla stilen: 4 maj) 1877 i Sankt Petersburg, död 29 augusti 1948 i Berlin, var en rysk-tysk pianist.
Lütschg, som var son till den ansedda pianopedagogen Karl Lütschg (1839–99), var konsertpianist i Berlin 1899–1905, musikpedagog vid Chicago Musical College 1905–1906, därefter i Strassburg och professor vid Hochschule für Musik i Berlin 1920–48. Han skaffade sig under talrika konsertresor i Europa och i USA ett betydande namn som en virtuos och poetisk pianist.